# Mariliana
Mariliana is een kevergeslacht uit de familie van de boktorren (Cerambycidae). De wetenschappelijke naam van het geslacht werd voor het eerst geldig gepubliceerd in 1970 door Lane.

## Soorten
Mariliana omvat de volgende soorten:
- Mariliana amazonica Galileo & Martins, 2004
- Mariliana cicadellida Galileo & Martins, 2004
- Mariliana hovorei Galileo & Martins, 2005
- Mariliana niveopicta Lane, 1970
- Mariliana ocularis (Hope, 1846)
- Mariliana rupicola Lane, 1970
- Mariliana sumpta Lane, 1970